# Vafés

Vafés (en grec : Βαφές) est un village de Crète, en Grèce. Il se situe dans la région de l'Apokoronas, à peu près à mi-chemin de La Canée (35 kilomètres à l'ouest) et de Rethymnon (35 kilomètres à l'est), et à 4 kilomètres au sud de Vryses. Le village compte 220 habitants et l'ensemble de la commune 280.
Le village de Vafés fut le théâtre de plusieurs affrontements entre rebelles crétois et troupes ottomanes lors des différentes révoltes crétoises pour l'indépendance de l'île.
En août 1821, les Turcs asphyxièrent 130 Crétois qui avaient trouvé refuge dans la grotte de Kryonerida, dans les gorges à l'extérieur du village.
Le 12 octobre 1866, les armées rebelles crétoises subirent une défaite face aux troupes turques à Vafés.

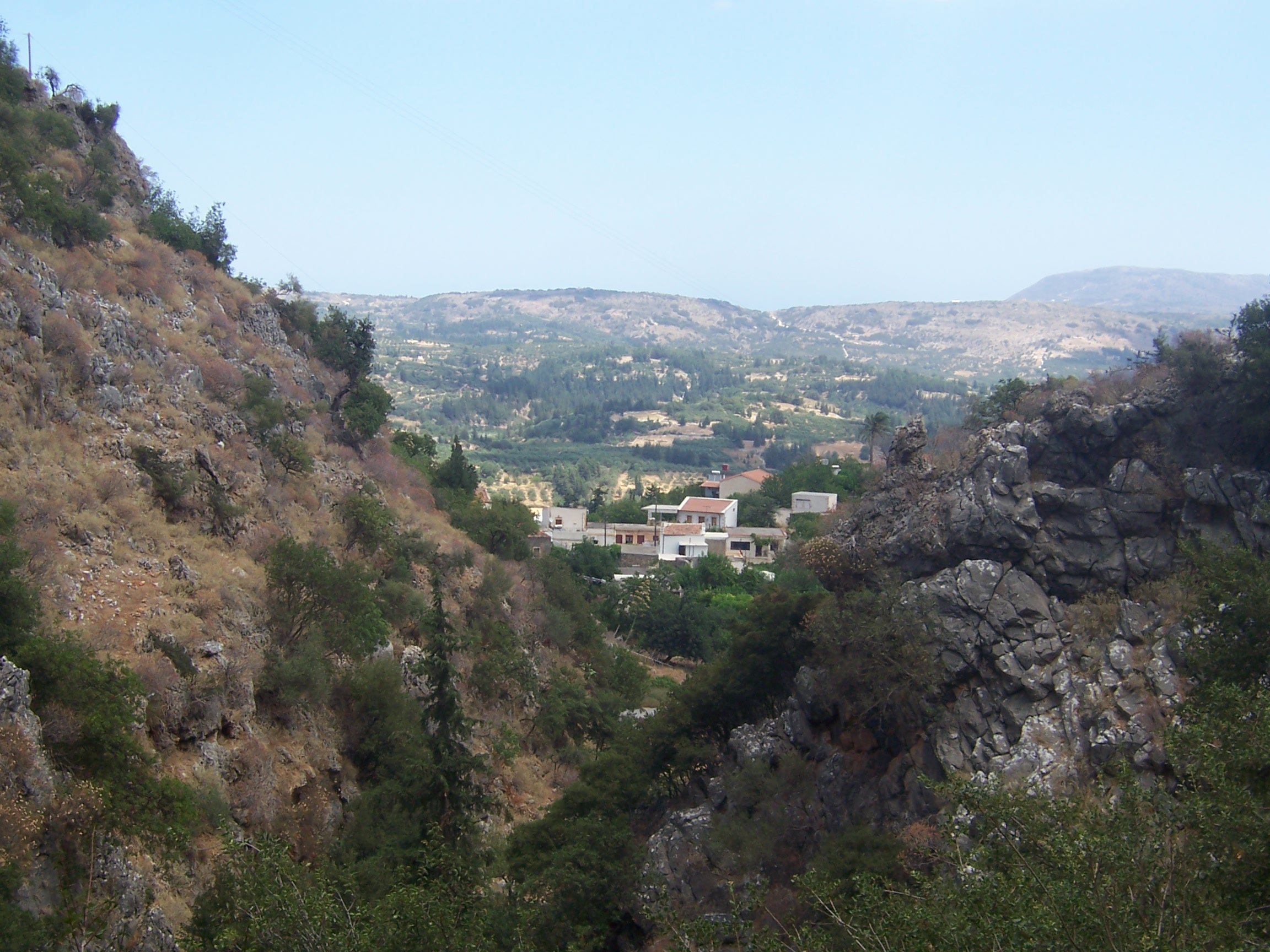
Vafés vue depuis les gorges de Kryonerida
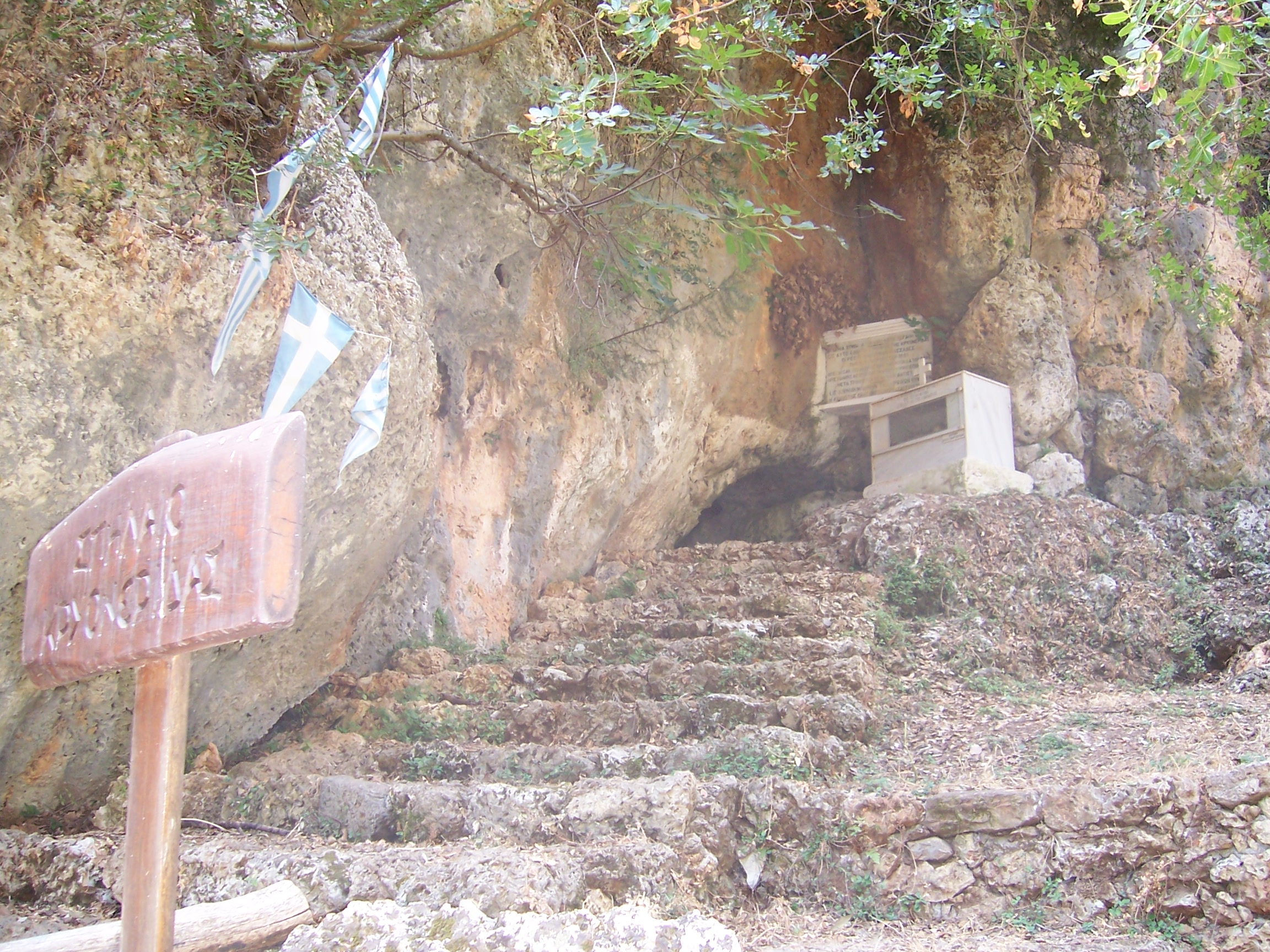
La grotte de Kryonerida